# Assur-rabi I
Assur-rabi I, rey asirio (¿1473 a. C.?) del llamado Imperio Antiguo.
Hijo de Enlil-nasir I, las disputas dinásticas le apartaron del trono de su padre. Tiempo después pudo expulsar a su sobrino Assur-shaduni, que tan sólo había podido gobernar un mes. No sabemos nada de su reinado.
Le sucedió en el trono su hijo Assur-nadin-akhkhe I.
| Predecesor: Assur-shaduni | Rey de Asiria 1473-1473 a. C. | Sucesor: Assur-nadin-akhkhe I |